# Le Passage du Rhin
Le Passage du Rhin is een Franse dramafilm uit 1960 onder regie van André Cayatte. Hij won met deze film de Gouden Leeuw op het Filmfestival van Venetië.

## Verhaal
Tijdens de Tweede Wereldoorlog worden twee Franse soldaten gevangengenomen en tewerkgesteld op het Duitse platteland. De eerste beraamt meteen een plan om te ontsnappen en zich bij de Vrije Fransen in Londen te voegen. De tweede ondervindt bij een boerengezin meer hartelijkheid dan in zijn eigen huwelijk. Na de Bevrijding vraagt hij de toestemming om terug te keren naar Duitsland.

## Rolverdeling
| Acteur            | Personage     |
| ----------------- | ------------- |
| Charles Aznavour  | Roger         |
| Nicole Courcel    | Florence      |
| Georges Rivière   | Jean          |
| Cordula Trantow   | Helga         |
| Georges Chamarat  | Bakker        |
| Jean Marchat      | Michel Delmas |
| Albert Dinan      | Cadix         |
| Michel Etcheverry | Ludovic       |